# Lijst van voetbalinterlands Slowakije - Zwitserland
Deze lijst van voetbalinterlands is een overzicht van alle officiële voetbalwedstrijden tussen de nationale teams van Slowakije en Zwitserland. De landen speelden tot op heden drie keer tegen elkaar, te beginnen met een vriendschappelijke wedstrijd die werd gespeeld op 6 augustus 1997 in Bratislava. Het laatste duel, eveneens een vriendschappelijke wedstrijd, vond plaats op 13 november 2015 in Trnava.

## Wedstrijden
| № | Plaats     | Datum            | Competitie        | Wedstrijd               | Uitslag |
| - | ---------- | ---------------- | ----------------- | ----------------------- | ------- |
| 1 | Bratislava | 6 augustus 1997  | Vriendschappelijk | Slowakije – Zwitserland | 1 – 0   |
| 2 | Lugano     | 24 mei 2008      | Vriendschappelijk | Zwitserland – Slowakije | 2 – 0   |
| 3 | Trnava     | 13 november 2015 | Vriendschappelijk | Slowakije – Zwitserland | 3 – 2   |

## Samenvatting
| Competitie        | Totaal gespeeld | Winst Slowakije | Gelijk | Winst Zwitserland | Doelsaldo Slowakije – Zwitserland |
| ----------------- | --------------- | --------------- | ------ | ----------------- | --------------------------------- |
| Vriendschappelijk | 3               | 2               | 0      | 1                 | 4 − 4                             |
| Totaal            | 3               | 2               | 0      | 1                 | 4 − 4                             |

## Details

### Eerste ontmoeting
De eerste ontmoeting tussen de nationale voetbalploegen van Slowakije en Zwitserland vond plaats op 6 augustus 1997. Het vriendschappelijke duel, bijgewoond door 3.470 toeschouwers, werd gespeeld in Tehelné pole in Bratislava en stond onder leiding van scheidsrechter Željko Širić uit Kroatië. Bij de thuisploeg maakten drie spelers hun debuut: Jozef Pisár (FK Tauris Rimavská Sobota), Milan Timko (FC Banik Ostrava) en Tibor Zátek (FK Dukla Banská Bystrica). Voor Zwitserland maakten twee spelers hun internationale debuut: Johann Lonfat (FC Sion) en Marco Zwyssig (Sankt Gallen).
| Vriendschappelijk (Bratislava, Slowakije, 6 augustus 1997): |              | |
| Slowakije | 1 – 0        | Zwitserland |
| Tibor Jančula 28' | goals        | |
| Jozef Jankech | bondscoach   | Rolf Fringer |
| Ladislav Molnár 46' Dušan Tittel Ivan Kozák Peter Dzúrik Miroslav Karhan 64' Igor Bališ 70' Marek Špilár 85' Vladislav Zvara 83' Tibor Jančula 46' Jozef Kožlej Jozef Majoroš | opstellingen | Stephan Lehmann Ciriaco Sforza Christophe Ohrel 70' Stéphane Henchoz Marco Walker Raphael Wicky 81' Murat Yakin 72' Régis Rothenbühler 86' David Sesa 64' Marco Grassi Stéphane Chapuisat |
| Alexander Vencel 46' Miroslav Sovič 46' Dusan Tóth 64' Jozef Pisár 70' Slavomir Zátek 83' Milan Timko 85'                                                                     | wissels      | 64' Adrian Kunz 70' Stefan Wolf 72' Mario Cantaluppi 81' Johan Lonfat 86' Marco Zwyssig                                                                                                   |
| Marek Špilár 61' Dušan Tóth 90' | gele kaarten | 65' Stéphane Henchoz |

### Tweede ontmoeting
De tweede ontmoeting tussen de nationale voetbalploegen van Slowakije en Zwitserland vond plaats op 24 mei 2008. Het vriendschappelijke duel, bijgewoond door 10.150 toeschouwers, werd gespeeld in Stadio di Cornaredo in Lugano en stond onder leiding van scheidsrechter Alan Kelly uit Ierland. Bij Slowakije maakte Kornel Saláta zijn debuut voor de nationale ploeg.
| Vriendschappelijk (Lugano, Zwitserland, 24 mei 2008): |              | |
| Zwitserland | 2 – 0        | Slowakije |
| Valon Behrami 56' Alexander Frei 63' | goals        | |
| Köbi Kuhn | bondscoach   | Ján Kocian |
| Diego Benaglio Philippe Senderos Ludovic Magnin Patrick Müller 77' Stephan Lichtsteiner 77' Gökhan Inler Gelson Fernandes Valon Behrami 84' Johan Vonlanthen 68' Marco Streller 64' Alexander Frei 80' | opstellingen | Ján Mucha 84' Marek Čech Miloš Brezinský Martin Petráš Peter Pekarík 75' Branislav Obžera 46' Jaroslav Kolbas 90' Marek Hamšík Radoslav Zabavník Róbert Vittek 71' Martin Jakubko |
| Eren Derdiyok 64' Daniel Gygax 68' Johan Djourou 77' Stéphane Grichting 77' Hakan Yakin 80' Ricardo Cabanas 84'                                                                                        | wissels      | 46' Filip Hološko 71' Marek Mintál 75' Blažej Vaščák 84' Kornel Saláta 90' Peter Doležaj                                                                                          |
| Philippe Senderos 90+1' | gele kaarten | 22' Miloš Brezinský |

### Derde ontmoeting
| Vriendschappelijk (Trnava, Slowakije, 13 november 2015): |       |                                   |
| Slowakije                                                | 2 – 0 | Zwitserland                       |
| Michal Ďuriš 39' Michal Ďuriš 48' Róbert Mak 55'         | goals | 63' Eren Derdiyok 67' Josip Drmić |